# Resolució 867 del Consell de Seguretat de les Nacions Unides
La Resolució 867 del Consell de Seguretat de les Nacions Unides fou adoptada per unanimitat el 23 de setembre de 1993. Després de recordar les resolucions 841 (1993), 861 (1993) i 862 (1993) sobre la situació a Haití, el Consell va reiterar la seva posició de protecció de la pau i l'estabilitat internacionals i va establir la Missió de les Nacions Unides a Haití (UNMIH).

## Contingut
El Consell va rebre una proposta del Govern d'Haití sobre la creació d'una nova força policial i la modernització de les Forces Armades d'Haití. El 3 de juliol de 1993, el president d'Haití i el comandant de l'exèrcit del país van signar un acord per retornar el país a la pau i l'estabilitat, i que va abordar els problemes de la policia i els militars. En aquest sentit, el Consell va donar suport als esforços per implementar aquest acord.
En compliment d'una recomanació del Secretari General Boutros Boutros-Ghali, el Consell va autoritzar l'establiment de la UNMIH per un període inicial de sis mesos, amb la condició que estendria més enllà dels setanta-cinc dies posteriors a un examen pel Consell sobre si s'han realitzat progressos. La missió en si consistirà en fins a 567 policies i 700 observadors militars, inclosos 60 instructors militars. Els observadors acompanyaran a la Policia Nacional d'Haití i entrenaran i observaran les seves operacions, mentre que els soldats serien responsables de la modernització de l'exèrcit i els següents rols:
(a) proporcionar entrenament no de combat;
(b) la unitat de construcció militar treballaria amb l'exèrcit haitià per implementar projectes de l'informe del secretari general, com ara les casernes militars i la infraestructura.
Es va acollir favorablement la intenció del secretari general de posar la missió sota la supervisió del seu Representant Especial i de l'Organització dels Estats Americans (OEA), que també supervisava la Missió Civil Internacional. S'ha demanat a Haití que proporcioni seguretat i llibertat de moviment al personal de les Nacions Unides, i insta a la conclusió d'un acord d'Estatut de la Missió. Al mateix temps, els grups del país van ser cridats a renunciar a la violència.
Es va demanar al secretari general que demanés finançament de la missió a través d'un fons fiduciari i contribucions dels Estats membres per als components policials i militars de la UNMIH. La resolució 867 va concloure demanant-li que informés fins al 10 de desembre de 1993 i el 25 de gener de 1994 sobre els esdeveniments a Haití.